# Салют-5
Салют-5 (ОПС-3 или № 103, изделие 11Ф71) с маса 19 т. е изведена в орбита с ракета-носител „Протон“ на 22 юни 1976 година и приключва своята работа на 8 август 1977 година.

## Обща характеристика
- Дължина – 14,55 m
- Максимален диаметър – 4.15 m
- Обитаема площ – 100 m³
- Тегло при изстрелване – 19 000 kg
- Инклинация – 51.6°
- Брой на докове за скачване – 1
- Брой на пилотирани мисии – 3
- Общо дълготрайни мисии – 2

## Полети и екипажи до станцията
Първият екипаж на станцията идва на 7 юли 1976 година с кораба Союз 21 и се е в състав полковник Борис Волинов и подполковник Виталий Жолобов. Скачването става ръчно. Космонавтите се намират на станцията 48 дни. Програмата за полета им не е изпълнена изцяло. Полета е прекратен поради влошаващото се здраве на Виталий Жолобов.
Вячеслав Зудов и Валерий Рождественски с кораб Союз 23 не успяват да се скачат със Салют на 16 октомври 1976 г.
Вторият екипаж се състои от полковник Виктор Горбатко и подполковник Юрий Глазков и се скачва със станцията на 8 февруари 1977 година с кораба Союз 24. Престоя им трае 16 дни без да изпълнят програмата си напълно.
| Експедиция | Екипаж                                | Дата на Изстрелване      | Излитане с | Дата на приземяване          | Приземяване с | Продължителност (в дни) | Бележки |
| ---------- | ------------------------------------- | ------------------------ | ---------- | ---------------------------- | ------------- | ----------------------- | --- |
| Союз 21    | Борис Волинов, Виталий Жолобов        | 7 юли, 1976 12:08:45 UTC | Союз 21    | 24 август, 1976 18:32:17 UTC | Союз 21       | ~ 47 денонощия          | Космонавтите престояват над 47 дни в станцията; извършват много експерименти (голяма част от тях – военни). |
| Союз 23    | Вячеслав Зудов, Валерий Рождественски | 14 октомври, 1976        | Союз 23    | 28 октомври, 1976            | Союз 23       | 0                       | Провалено скачване със станцията, поради отказ на системата за скачване (като на Союз 15)                   |
| Союз 24    | Виктор Горбатко, Юрий Глазков         | 7 февруари, 1977         | Союз 24    | 25 февруари, 1977            | Союз 24       | ~ 16 денонощия          | Мисията на станцията продължава около 16 денонощия. Програмата е напълно изпълнена.                         |

Предвидена е и четвърта мисия („Союз-25“) за лятото на 1977 г., но заради изразходваното гориво в повече от планираното и невъзможността за дозареждане на станцията, тя е отменена.
На 26 февруари 1977 г. е приземена капсула от орбиталната станция с информация